# Tribunal oral
Tribunal oral fue un programa de televisión chileno, emitido por Canal 13 durante 2007.
Tribunal oral trataba de una corte en donde personas arreglaban problemas de diversa índole, siguiendo los procedimientos básicos de la justicia, específicamente de la Reforma Procesal Penal; un juez (Daniel Stingo Camus) dictaba sentencia a favor o en contra de la parte acusada, tras escuchar la argumentación o apelación de las partes involucradas (o "litigantes").
Este programa tuvo como inspiración el espacio Caso cerrado, de Ana María Polo. Otros dos programas de similares características se han emitido en la televisión chilena; La jueza, de Chilevisión, y Veredicto de Mega. A diferencia de los tres programas citados anteriormente, en Tribunal oral las partes estaban asesoradas por un abogado.
Su primer capítulo fue transmitido el 1 de marzo de 2007, y finalizó en septiembre de ese año para dar paso al programa de farándula Chocolate, ligado al espacio vespertino Alfombra roja.